# 三渡溪水库
三渡溪水库是中国浙江省金华市永康市境内的一座水库，位于永康江支流小北溪上，建于1977年。水库正常库容为919万立方米，集雨面积为16平方千米，海拔为132米。